# Mustapha Benyahia
Mustapha Benyahia est un footballeur international algérien né le 22 mai 1948 à Kouba dans la wilaya d'Alger et mort le 9 juillet 2023. Il évolue au poste de milieu de terrain.
Il compte deux sélections en équipe nationale en 1972.

## Biographie
Formé au RC Kouba, il réalise l'intégralité de sa carrière dans son club formateur.
Il débute en équipe nationale le 2 mars 1972, sous la direction de Rachid Mekhloufi.

## Palmarès
- Vice-champion d'Algérie en 1975 avec le RC Kouba.